# Jürgen von Stackelberg
Jürgen von Stackelberg (* 26. Dezember 1925 in Tengen; † 3. Februar 2020 in Göttingen) war ein deutscher Romanist.

## Leben
Jürgen von Stackelberg – ein Sohn des Schriftstellers Traugott von Stackelberg – studierte in Freiburg im Breisgau, Paris und Pisa. 1964 wurde er auf einen Lehrstuhl für Romanische Philologie der Universität Göttingen berufen, wo er bis zur Emeritierung 1991 lehrte.

## Veröffentlichungen (Auswahl)
- Von Rabelais bis Voltaire. Zur Geschichte des französischen Romans. C.H. Beck, München 1970, ISBN 978-3-406-02685-0.
- Weltliteratur in deutscher Übersetzung. Vergleichende Analysen. Fink, Paderborn 1978, ISBN 978-3-7705-1583-7.
- Die Überwindung der Fremdheit. Memoiren eines engagierten Romanisten. (= Abhandlungen zur Sprache und Literatur, Band 159). Romanistischer Verlag, Bonn 2005, ISBN 978-3-86143-160-2.
- Voltaire. C.H.Beck Verlag, München 2006, ISBN 978-3-406-53602-1, eingeschränkte Vorschau in der Google-Buchsuche.